# Kiernan Dewsbury-Hall
Kiernan Frank Dewsbury-Hall (* 6. September 1998 in Nottingham) ist ein englischer Fußballspieler. Der zentrale Mittelfeldspieler steht seit 2025 beim englischen Erstligisten FC Everton unter Vertrag.

## Karriere
Der in Nottingham geborene Kiernan Dewsbury-Hall wuchs in der nördlich von Leicester gelegenen Kleinstadt Shepshed auf und wechselte im Alter von acht Jahren von seinem Heimatverein in die Jugend des nahegelegenen Zweitligisten Leicester City, wo er 2017 seinen ersten Profivertrag unterschrieb. Sein erstes Spiel im Profibereich absolvierte der bereits 21-Jährige am 25. Januar 2020 bei 1:0-Auswärtssieg seines Teams beim FC Brentford im FA Cup 2019/20. Nur zwei Tage später wurde er von seinem Verein für die restlichen Spiele der Saison an den Drittligisten FC Blackpool ausgeliehen. Für die Mannschaft aus Blackpool erzielte er in zehn Spielen der EFL League One 2019/20 vier Treffer, ehe die Spielzeit aufgrund der COVID-19-Pandemie zunächst unter- und später abgebrochen wurde.
Im Oktober 2020 erfolgte eine weitere Leihe an den in der zweithöchsten englischen Spielklasse antretenden Verein Luton Town. In Luton konnte er an seine guten Leistungen aus der letzten Saison anknüpfen und sich schnell einen Stammplatz im Mittelfeld der Mannschaft sichern. Für den Tabellenzwölften der EFL Championship 2020/21 bestritt er 39 Ligapartien und traf dabei dreimal.
Nach diesen zwei erfolgreich verlaufenen Leihen schaffte Dewsbury-Hall in der Premier League 2021/22 auch seinen Durchbruch in der von Brendan Rodgers trainierten Mannschaft von Leicester City. Bis zum Saisonende wurde er in 28 Spielen eingesetzt und konnte dabei am 10. April 2022 seinen ersten Treffer in der Premier League feiern. Auch in der UEFA Europa League 2021/22 wurde er regelmäßig berücksichtigt, schied jedoch mit seinem Team nach der Gruppenphase aus dem Wettbewerb aus. Als Tabellendritter der Gruppe C konnte Leicester City jedoch in der UEFA Europa Conference League 2021/22 seine Saison im internationalen Wettbewerb fortsetzen. Nach Erfolgen über Randers FC, Stade Rennes und PSV Eindhoven zog der 23-Jährige mit seiner Mannschaft bis in das Halbfinale ein. Dort unterlag Leicester nach zwei Partien knapp mit 1:1 und 0:1 gegen den späteren Titelträger AS Rom. Für seine guten Leistungen in diesem Wettbewerb wurde er in die Mannschaft der Saison 2022/23 gewählt. Am 24. Juni 2022 verlängerte er seinen Vertrag bei Leicester City bis 2027. Im Juli 2024 wechselte er zum FC Chelsea und unterschrieb dort einen Vertrag bis 2029. Während er in seiner ersten Saison in der Liga nicht über die Rolle eines Ergänzungsspielers hinauskam, wurde Dewsbury-Hall in der UEFA Conference League in jedem Spiel eingesetzt und konnte letztlich auch den Gewinn des Europapokalwettbewerbs sowie zwei Monate später den Gewinn der FIFA-Klub-Weltmeisterschaft mit Chelsea feiern.
Bereits in der Folgesaison wechselte er zum Ligakonkurrenten FC Everton, bei dem er einen Fünfjahresvertrag unterschrieb.

## Titel und Auszeichnungen
FC Chelsea
- FIFA-Klub-Weltmeister: 2025
- Conference-League-Sieger: 2025